# Xysticus clavulus
Xysticus clavulus là một loài nhện trong họ Thomisidae.
Loài này thuộc chi Xysticus. Xysticus clavulus được Jörg Wunderlich miêu tả năm 1987.